# Equisetum schaffneri
Equisetum schaffneri är en fräkenväxtart som beskrevs av J. Milde. Equisetum schaffneri ingår i släktet fräknar, och familjen fräkenväxter. Inga underarter finns listade i Catalogue of Life.